# Dennis McCarthy (Politiker)

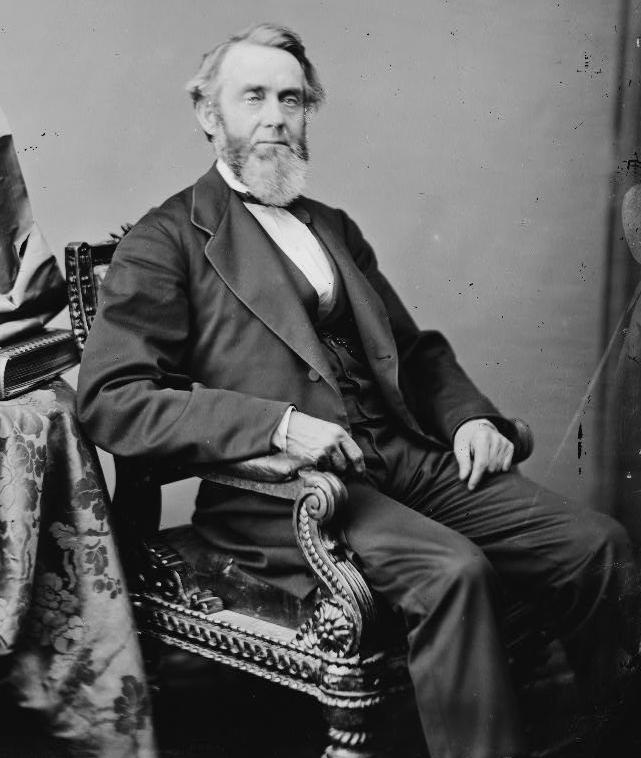
Dennis McCarthy

Dennis McCarthy (* 19. März 1814 in Salina, Onondaga County, New York; † 14. Februar 1886 in Syracuse, Onondaga County, New York) war ein US-amerikanischer Politiker (Republikanische Partei).

## Werdegang
Dennis McCarthy verfolgte eine akademische Laufbahn. Er besuchte die Valley Academy in Salina. Dann ging er der Gewinnung von Salz nach. McCarthy verfolgte ebenfalls eine politische Laufbahn. Er war 1846 Mitglied in der New York State Assembly. Dann war er 1853 Bürgermeister von Syracuse. McCarthy wurde in den 40. US-Kongress gewählt und in den nachfolgenden 41. US-Kongress wiedergewählt. Er war im US-Repräsentantenhaus vom 4. März 1867 bis zum 3. März 1871 tätig. Bei seiner Kandidatur 1870 für den 42. US-Kongress erlitt er allerdings eine Niederlage. Danach ging er wieder seinen früheren Geschäften nach. McCarthy war zwischen 1876 und 1885 Mitglied im Senat von New York. Während dieser Zeit bekleidete er 1885 den Posten des President pro Tempore. Er war vom 6. Januar 1885 bis zum 1. Januar 1886 Vizegouverneur von New York. McCarthy verstarb 1886 in Syracuse, wo er auf dem St. Agnes Cemetery beigesetzt wurde.